# Pustków Wilczkowski (gromada)
Pustków Wilczkowski (do 31 XII 1959 Tyniec nad Ślęzą) – dawna gromada, czyli najmniejsza jednostka podziału terytorialnego Polskiej Rzeczypospolitej Ludowej w latach 1954–1972.
Gromady, z gromadzkimi radami narodowymi (GRN) jako organami władzy najniższego stopnia na wsi, funkcjonowały od reformy reorganizującej administrację wiejską przeprowadzonej jesienią 1954 do momentu ich zniesienia z dniem 1 stycznia 1973, tym samym wypierając organizację gminną w latach 1954–1972.
Gromadę Pustków Wilczkowski z siedzibą GRN w Pustkowie Wilczkowskim utworzono 1 stycznia 1960 w powiecie wrocławskim w woj. wrocławskim w związku z przeniesieniem siedziby GRN gromady Tyniec nad Ślęzą z Tyńca nad Ślęzą do Pustkowa Wilczkowskiego i zmianą nazwy jednostki (zwiększonej tego samego dnia o wsie Dobkowice i Damianowice) na gromada Pustków Wilczkowski. Dla gromady ustalono 17 członków gromadzkiej rady narodowej.
31 grudnia 1961 do gromady Pustków Wilczkowski włączono wieś Budziszów ze zniesionej gromady Jaksonów w tymże powiecie.
1 lipca 1968 do gromady Pustków Wilczkowski włączono wieś Rolantowice z gromady Kobierzyce oraz wieś Ręków ze znoszonej gromady Rogów Sobócki – w tymże powiecie.
1 stycznia 1972 gromadę zniesiono, a jej obszar włączono do gromady Kobierzyce, oprócz wsi Damianowice i Ręków, które włączono do gromady Sobótka w tymże powiecie.